# Маршан, Феликс (патолог)
Фе́ликс Якоб Марша́н (нем. Felix Jacob Marchand; 22 октября 1846, Галле (Саксония-Анхальт) — 4 февраля 1928,) — немецкий патолог, педагог. Президент Саксонской академии наук (1910—1921). Доктор философии по медицине (1879).

## Биография
Сын химика. До 1870 года изучал медицину в Берлинском университете, до 1876 года — военный врач, затем работал ассистентом в патологическом институте в Галле. В 1879 году занял место старшего ассистента в патологическом институте Бреслау.
В 1881 году стал профессором патологической анатомии в Гиссене, а два года спустя получил такую же должность в Марбурге.
В 1900 году сменил патологоанатома Феликса Виктора Бирча-Хиршфельда (1842—1899) в Лейпцигском университете. Был профессором и директором патолого-анатомического института (до 1921).
В Лейпциге под его руководством в 1906 г. был построен и оборудован новый патологический институт.
С 1910 по 1921 год — президент Саксонской академии наук и председатель Лейпцигского медицинского общества.

## Научная деятельность
Автор более 200 научных работ, касающихся самых разных областей паразитологии, эмбриологии и особенно патологии.
Первым разработал патологическую анатомию ветвистого цистицерка. В области эмбриологии дал несколько ценных описаний ранних зародышей человека, а также развития децидуальной ткани и плаценты. Автор нескольких работ, касающихся развития и пороков развития мозолистого тела головного мозга.
Внёс значительный вклад в развитие патологии и патологической анатомии. Маршан и его школа впервые разработали и выявили патологическую анатомию поздних периодов острой жёлтой атрофии печени и узловатой гиперплазии её, вопрос о значении островков Лангерганса поджелудочной железы при диабете, вопрос о происхождении зернистых шаров нервной системы, патологическую анатомию бронхиальной астмы, сущность аденосарком, сущность, так называемых, хорион-эпителион (впервые предложил термин «хорион-эпителион» вместо прежнего «децидуома») и многое др.
Однако наибольшее значение имеют работы Маршана по артериосклерозу, воспалению и заживлению ран. Им в 1904 году создано учение о «атеросклерозе», получившее всеобщее признание.
Его имя присвоено одноимённому термину «надпочечники Маршана», которые являются вспомогательной тканью надпочечников в широкой связке с маткой.
Другие медицинские термины, носящие имя Маршана:
- Синдром Маршана
- Цирроз печени Моссе-Маршана-Мэллори

## Избранные труды
- Der Process der Wundheilung mit Einschluss der Transplantation, Stuttgart 1901.
- Handbuch der allgemeinen Pathologie, Leipzig 1915.
- Die örtlichen reaktiven Vorgänge. Lehre von der Entzündung, Leipzig 1924.

Среди его научных работ — четырёхтомный учебник по патологии «Handbuch der allgemeinen Pathologie», который он издал в соавторстве с Л. фон Крелем.
Похоронен на Южном кладбище Лейпцига.

## Отличия
- Действительный член Академии наук Германии Леопольдина (1882)
- Действительный член Королевского саксонского общества наук (1900)
- Член-корреспондент Прусской академии наук (1910)
- Почётный доктор Лейпцигского университета